# Kolmanskop

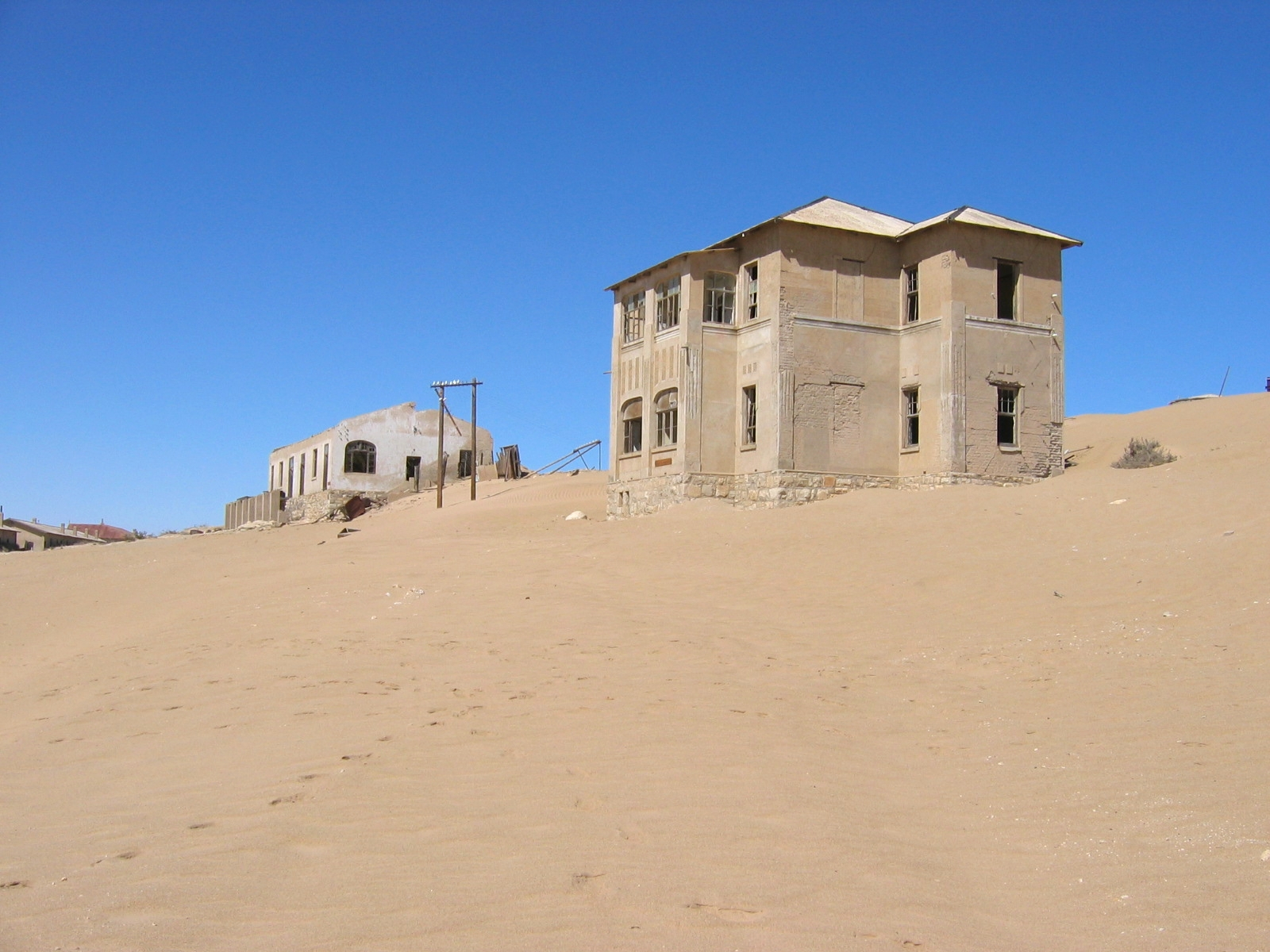
Elhagyott házak Kolmanskopban

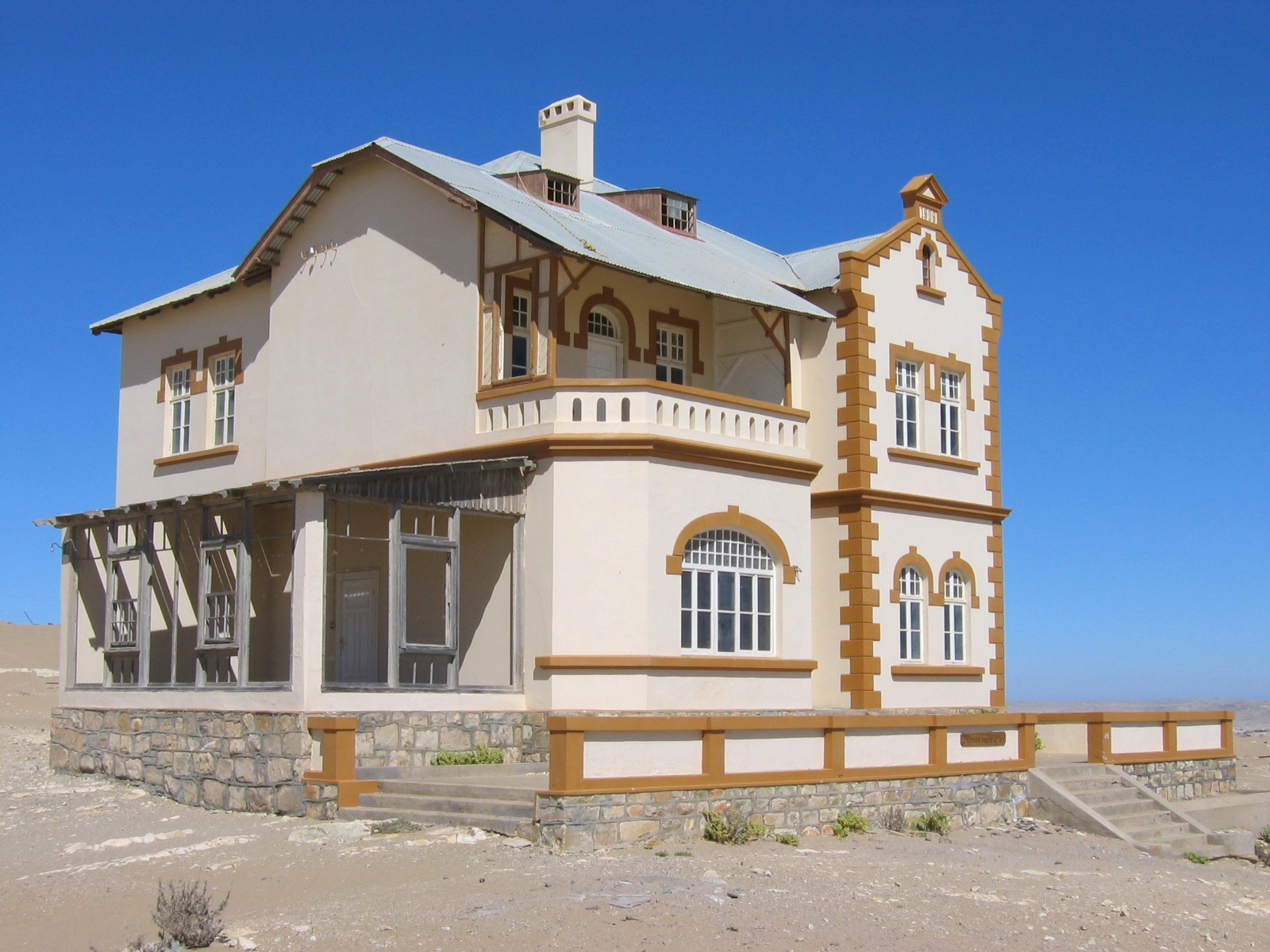
A bányaigazgató egykori háza

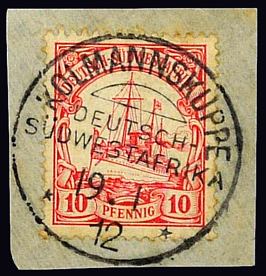
Bélyeg, Kolmannskuppe 1912 német délnyugat-afrikai bélyegzővel

Kolmanskop (afrikaans nyelven jelentése Coleman dombja, németül: Kolmannskuppe) kísértetváros Namíbia déli részén a Namib-sivatagban, Lüderitz kikötővárostól néhány kilométerre. Nevét Johnny Coleman fuvarosról kapta, aki egy homokvihar alkalmával elhagyta ökörfogatát a településsel szemközti kis emelkedőn. Az egykoron apró, de rendkívül gazdag bányászfalu manapság népszerű turista célpont, ahová a NamDeb (Namibia-De Beers) vállalkozás szervez túrákat.

## Története
1908-ban egy Zacharias Lewala nevű fekete munkás egy gyémántot talált ezen a területen, amit megmutatott főnökének, a német August Stauchnak. Miután világossá vált, hogy a terület igen gazdag gyémántban, nagyszámú német bányász telepedett itt le, nem sokkal később pedig a német kormány a vidéket „Sperrgebiet”-nek nyilvánította, és megkezdte a gyémántmező kiaknázását.
Az első bányászok nagy vagyonra tettek szert, így falujukat egy német kisváros építészeti stílusában építették fel; olyan közösségi épületek is találhatók itt, mint kórház, bálterem, erőmű, iskola, színház és sportterem, de volt itt kaszinó, jéggyár, és a déli félteke első röntgenállomása, valamint itt épült Afrika első villamosa is. Vasút kötötte össze Lüderitz kikötőjével.
A városka az első világháború után indult hanyatlásnak, ahogy a gyémánt lassan elfogyott, végül 1954-ben hagyták el teljesen. A sivatag karakterének köszönhetően a turisták ma térdig homokban járnak a házakban és a házak között.
Kolmanskop a fényképészek népszerű célpontja, hiszen egyedülállóan mutatható be, amint a sivatag fokozatosan visszaköveteli ezt a valaha virágzó városkát. Mivel a Namib-sivatag korlátozott területén található, a turistáknak külön engedélyre van szükségük a város meglátogatására.

## Megjelenése a mai kultúrában
- Kolmanskop volt a helyszíne egy dél-afrikai tv-sorozatnak, címe A Mantis-projekt (1985).
- Szintén a városka volt a helyszíne az 1993-as filmnek, A homok ördöge (Dust Devil) címmel.
- A 2000-es A király él (The King Is Alive) című filmet itt forgatták.[4]
- Tim Walker Kolmanskopban fényképezte le Agyness Deynt a Vogue angol kiadásának 2011. májusi számába.